# サンタンブロージョ・ディ・トリーノ
サンタンブロージョ・ディ・トリーノ（伊: Sant'Ambrogio di Torino）は、イタリア共和国ピエモンテ州トリノ県にある、人口約4,700人の基礎自治体（コムーネ）。

## 地理

### 位置・広がり

#### 隣接コムーネ
隣接するコムーネは以下の通り。
- アヴィリアーナ
- カプリエ
- キウーザ・ディ・サン・ミケーレ
- ヴァルジョーイエ
- ヴィッラール・ドーラ

## 観光
- サクラ・ディ・サン・ミケーレ修道院（イタリア語版）：トリノからフランスへ向かうスーザ谷を見下ろす岩山の頂上に983年から立てられた修道院。向かうにはアヴィリアーナからの車道がある。

サクラ・ディ・サン・ミケーレ修道院の風景
- 全景
- 全景

## 姉妹都市
- サンタンブロージョ・スル・ガリリャーノ、イタリア 2003年
- サンタンブロージョ・ディ・ヴァルポリチェッラ、イタリア 2004年